# Herbes

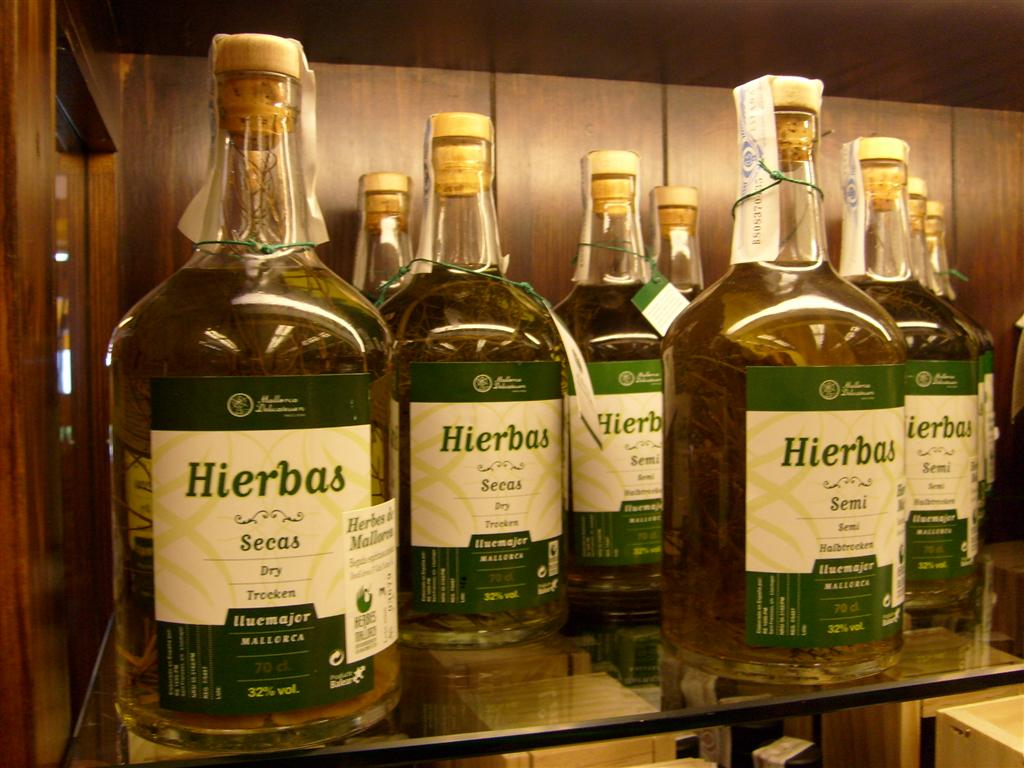
Verschiedene Hierbas-Sorten

Herbes (katalanisch, zu Deutsch: Kräuter, spanisch: hierbas) ist ein mit verschiedenen Kräutern mazerierter Anislikör. Er enthält Kräuter und Heilkräuter, die auch in der Pflanzenheilkunde verwendet wurden oder werden. Der Herbes gilt (wie auch der Palo) als ein typisches Produkt der Baleareninsel Mallorca. Früher wurde er in Hausbrennereien hergestellt.

## Geschichte
Die Araber entdeckten das Verfahren zur Alkoholherstellung durch Destillierung im 9. Jahrhundert. Im 12./13. Jahrhundert gelangte das Herstellungsverfahren durch venezianische Kaufleute auch nach Europa. Die Klöster und kirchlichen Gemeinschaften spielten eine wichtige Rolle bei der Gewinnung von Destillaten, die anfänglich nur zu heilenden und medizinischen Zwecken verwendet wurden.
Auf den Inseln führte der Mallorquiner Ramon Llull im 13. Jahrhundert wichtige Neuerungen für das Destillierverfahren ein. Ende des 18. Jahrhunderts gab es auf Mallorca rund 180 Destillierkolben zur Herstellung von Schnaps. Etwa 750.000 Liter wurden damals produziert, 60 Prozent davon für den Konsum auf der Insel Mallorca. Im 19. Jahrhundert wurden Getränke auch exportiert, unter anderem nach Südamerika. Gegen Ende des Jahrhunderts, als Herstellung und Konsum des Kräuterlikörs zunahmen, wurden mehrere Destillerien gegründet; einige von ihnen produzieren bis heute. 

## Gütebestimmung
In den Bestimmungen zur Ursprungsbezeichnung „Herbes de Mallorca“, die 2002 von der Europäischen Union (EU) zugelassen wurde, wird der mallorquinische Kräuterlikör als alkoholhaltiges Getränk mit Anisgeschmack definiert, das vornehmlich aus den Aromen verschiedener auf der Insel beheimateter Pflanzen erzeugt wird, wie Fenchel, Rosmarin, Zitronenstrauch, Kamille, Zitrone, Orange und Apfelsinenblüte.

## Sensorische Eigenschaften
„Herbes de Mallorca“ ist von grünlicher bis bräunlicher Tönung. Intensität und Geschmack variieren. Der Süßegrad der verschiedenen Liköre variiert stark.

### Chemische Eigenschaften
Die Bestimmungen zur Ursprungsbezeichnung der Herbes de Mallorca sehen die folgenden chemischen Eigenschaften vor:
- Alkoholgehalt des Endproduktes: 25 bis 50 Volumenprozent
- Methanol-Höchstgehalt: 0,5 g/hl Alkohol bei 100 Prozent Vol.
- Höchstgehalt an flüchtigen Verunreinigungen: Estergehalt (Ethylacetat): 300 ppm; Aldehyde (Acetaldehyd): 90 ppm; flüchtiger Säuregehalt (Ethylacetat): 150 ppm; Furaldehyd: 15 ppm; höhere Alkohole (Amylalkohol): 225 ppm.
- Höchstgehalt an Schwermetallen: Arsen: 0,8 ppm; Blei: 1ppm; Zink: 10ppm; Kupfer: 10 ppm.
- Der Gesamtgehalt der enthaltenen Schwermetalle darf 40 ppm (in Blei ausgedrückt) nicht überschreiten.

## Likörsorten Herbes de Mallorca
Je nach Zuckerzusatz und Alkoholgehalt unterscheidet man drei Sorten bzw. Geschmacksrichtungen ([jeweils katalanisch/spanisch]): 
- süß (Herbes de Mallorca dolces/Hierbas de Mallorca dulces): Alkoholgehalt mindestens 20 Prozent und Saccharosegehalt mindestens 300 g/Liter
- trocken (Herbes de Mallorca seques/Hierbas de Mallorca secas): Mindestalkoholgehalt 40 Prozent, Saccharose maximal 100 g/Liter.
- halbtrocken (Herbes de Mallorca mesclades/Hierbas de Mallorca mezcladas): Mindestalkoholgehalt 25 Prozent und Zuckergehalt 100 bis 300 g/l.

Früher sollen Kellner trockenen und süßen Herbes in das Trinkglas des Kunden geschüttet haben, um so eine vom Kunden gewünschte Mischung zu erhalten. 

## Herstellung

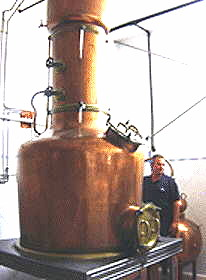
Destillierkolone Kupferkessel Fa. Perellons

Zu den wichtigsten Bestandteilen der Kräuter von Mallorca gehören:
- Alkoholhaltiges Getränk mit Anisgeschmack
- Auf pflanzlicher Basis gewonnener Äthylalkohol (heutige Bezeichnung Ethanol)
- Wasser
- Aromatische Pflanzen: Zitronenstrauch, Kamille, Orange, Zitrone, Rosmarin, Orangenblüte und Fenchel – alle auf der Insel Mallorca angebaut und geerntet.

Herstellung und Abfüllung finden ausschließlich auf der Insel Mallorca statt. Die „Kräuter von Mallorca“ sind eine Mischung aus einem anishaltigen, alkoholischen Getränk und einer wasser- und alkoholhaltigen, aromatischen Lösung, die aus vergorenen oder destillierten Kräutern hergestellt wird.
Im Produktionsjahr 2006 stellten acht Hersteller insgesamt: 1.358.678 Liter (Angaben der Verwaltung) des Anislikörs her. Die bekanntesten Hersteller sind Bartolomé Cañellas, Dos Perellons, Destil· leries i Cellers Jordi Perelló, Licores Morey, Herbes Mallorquines, Túnel Destilerias Antonio Nadal, Destil·leries F. Vidal Catany SL sowie Licores Moya.

## Kontrollsystem
Die Hersteller der Kräuterliköre müssen im Ursprungsregister eingetragen sein, die der Oberverwaltung für Agrarwirtschaft und dem Amt für Agrarwirtschaft und Fischerei der Balearenregierung untersteht, um den Zusatz „Herbes de Mallorca“ im Etikett führen zu dürfen.
Darüber hinaus müssen eine Reihe von Bestimmungen erfüllt werden, die zuvor von der Oberverwaltung für Agrarwirtschaft genehmigt wurden und die die Identifizierung und Rückverfolgbarkeit der anishaltigen Alkoholgetränke garantieren, die unter der Ursprungsbezeichnung „Herbes de Mallorca“ vertrieben werden.
Einmal jährlich müssen die Likörhersteller der Oberverwaltung für Agrarwirtschaft ein vorgeschriebenes Formblatt mit einer Deklarierung vorlegen, in dem die Bestände, Erzeugnisse und der Absatz dokumentiert sind.